# Анђелко Вулетић
Анђелко Вулетић (6. фебруар 1933. — 21. октобар 2021.) био је југословенски, босанскохерцеговачки и хрватски песник, романописац, драмски писац, писац за децу, књижевни критичар и полемичар. Завршио је Филозовски факултет у Београду. Добитник је (Годишње) Награде Друштва писаца Босне и Херцеговине 1965. године за збирку песама Седам вјечних питања и бројних других награда и признања.